# Jonas Sjöstedt
Tor Jonas Sjöstedt (født 25. december 1964 i Göteborg), er en svensk politiker og metalarbejder. I januar 2012 blev han formand for Vänsterpartiet.

## Metalarbejder
I 1990 blev Jonas Sjöstedt ansat på Volvo Trucks’s lastbilfabrik i Umeå. 

## Medlem af EU-Parlamentet
Jonas Sjöstedt var medlem af Europa-Parlamentet fra 1995 til 2006, hvor han sad i GUE/NGL. 

## Rigsdagsmedlem
I 2010 blev Jonas Sjöstedt medlem af Riksdagen. 

## Partileder
I juli 2011 meddelte Sjöstedt, at han ville stille op til posten som leder af Vänsterpartiet. I december 2011 indstillede valgudvalget ham til posten, som han overtog fra Lars Ohly den 6. januar 2012. 